# Luisa Cuesta

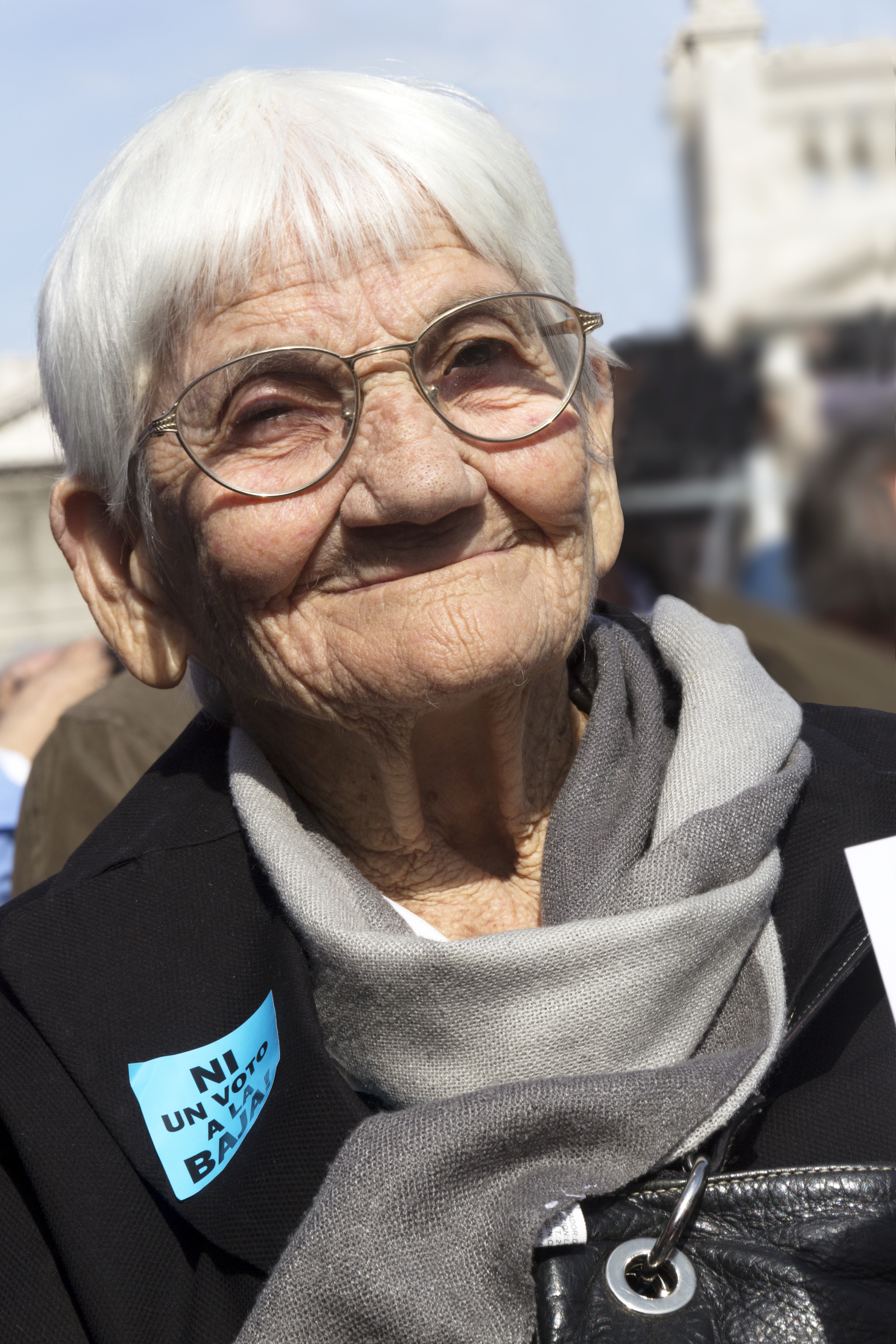
Luisa Cuesta 2013

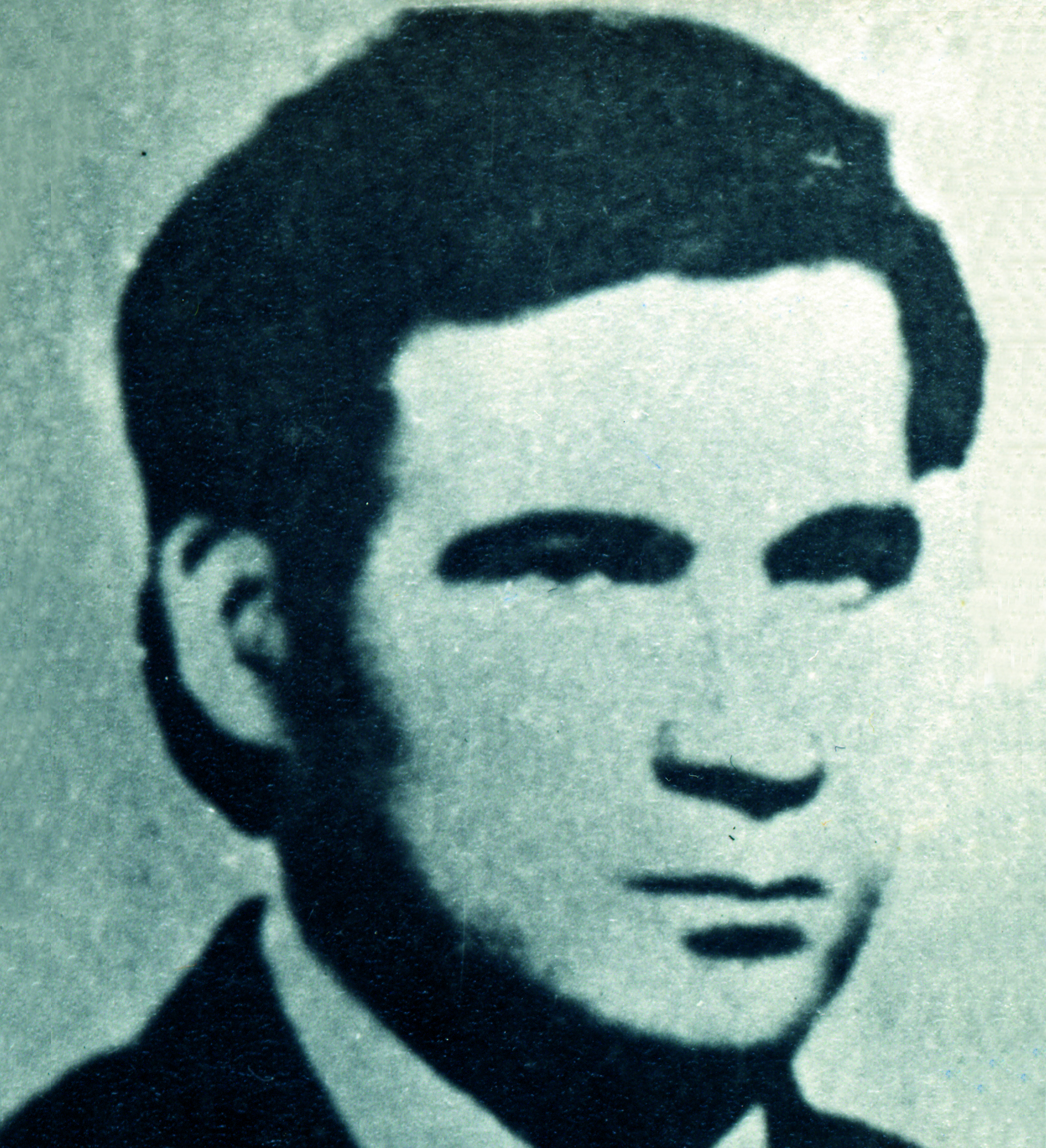
Der 1974 verschwundene Sohn Nebio Melo Cuesta

María Luisa Cuesta Vila (* 26. Mai 1920 in Montevideo; † 21. November 2018 ebenda) war eine uruguayische Menschenrechtsaktivistin, die sich über viele Jahre der Suche nach Desaparecidos widmete, Menschen, die während der uruguayischen Diktatur verschwunden waren.

## Leben
Luisa Cuesta wurde 1920 in Montevideo geboren, wuchs dann, seit sie fünf Jahre alt war, in Mercedes im Departamento Soriano bei ihrer älteren Schwester auf. Mit 24 Jahren bekam sie ihren einzigen Sohn, den sie alleine großzog. Sie arbeitete in einer Karosserie- und Autolackierwerkstatt, bis sie am 28. Juni 1973, einen Tag nach dem Staatsstreich, verhaftet wurde und für sieben Monate ins Gefängnis musste. Ihr Sohn, Nebio Melo Cuesta, hatte Verbindungen zur Revolutionären Kommunistischen Partei, weshalb er 1973 zur Verhaftung ausgeschrieben war. Er verließ Anfang 1974 Uruguay und ging mit seiner Frau und seiner Tochter ins Exil nach Buenos Aires in Argentinien. Dort wurde er 1976 im Alter von 32 Jahren entführt und blieb für immer verschwunden.
Cuesta suchte ihren Sohn erfolglos zunächst in Argentinien und später auch von Europa aus, wo sie sich mit anderen Betroffenen zusammentat, die wie sie vermisste Angehörige suchten. 1977 emigrierte sie mit dem Rest ihrer Familie in die Niederlande.
Nach dem Ende der Diktatur kehrte sie 1985 nach Uruguay zurück und wurde ein wichtiges Mitglied der Gruppe Madres y Familiares de Uruguayos Detenidos-Desaparecidos (Mütter und Angehörige verschwundener Uruguayer). 1989 wurde das Gesetz über die Verjährung des staatlichen Strafverfolgungsanspruchs (Ley de Caducidad de la Pretensión Punitiva del Estado) verabschiedet, wodurch die Strafverfolgung von Verbrechen, die während der Diktatur von 1973 bis 1985 begangen worden waren, sehr erschwert wurde. Dies führte zu einer Krise in der Gruppe. Eine kleine Kerngruppe, zu der auch Luisa Cuesta gehörte, führte die Arbeit trotzdem fort. Das umstrittene Amnestiegesetz wurde im Oktober 2011 außer Kraft gesetzt, wodurch die Strafverfolgung der an den Verbrechen beteiligten Militärs wieder möglich wurde.
Cuesta gehörte zu den Initiatorinnen, die den seit 1996 am 20. Mai stattfindenden Marcha de Silencio (Marsch der Stille) organisierten, mit dem an die Verschwundenen erinnert werden soll. Auch im sehr hohen Alter nahm sie immer noch an den Märschen teil.
Im November 2018 verstarb sie im Alter von 98 Jahren.

## Ehrungen
- 2012: Ernennung zur Illustren Bürgerin (Ciudadana Ilustre) von Montevideo[8]
- 2013: Ehrendoktorwürde der Universidad de la República[5]
- 2014: Herausgabe einer Briefmarke zu ihren Ehren[9]
- 2015: Einweihung des Bürgerzentrums Centro Cívico Luisa Cuesta[10]
- 2020: Benennung eines neu gestalteten Multifunktionsplatzes in Montevideo nach Luisa Cuesta, an dem sie auch auf einem Wandgemälde von José Gallino abgebildet ist.[11][12]